# Mauro de Glanfeuil
São Mauro foi o primeiro discípulo de São Bento de Núrsia. Mauro é mencionado na biografia de São Gregório, o Grande de São Bento como o primeiro oblato; oferecido ao mosteiro por seus nobres pais romanos como um jovem rapaz a ser trazido para a vida monástica. Quatro histórias envolvendo São Mauro recontadas por Gregório formam um padrão para a formação ideal de um monge Beneditino. A mais famosa dessas envolve o resgate, feito por São Mauro, de São Plácido, um jovem menino oferecido aos cuidados de São Bento na mesma época de São Mauro. O incidente foi reproduzido em muitas pinturas medievais e Renascentistas.
São Mauro e São Plácido são venerados juntos em 5 de outubro.

## São Mauro Abade de Glanfeuil
Uma longa Vida de São Mauro aparece no fim do século IX, segundo a tradição, composta por um dos contemporâneos de São Mauro. De acordo com este relato, o bispo de Le Mans, na França ocidental, enviou uma delegação solicitando a São Bento que um grupo de monges partisse da nova abadia Beneditina de Abadia de Monte Cassino para estabelecer vida monástica na França, de acordo com a Regra de São Bento. A Vida de São Mauro conta a longa jornada de São Mauro e seus companheiros de Itália para França, acompanhada por muitas aventuras e milagres. Narra como São Mauro é transformado de um obediente discípulo de São Bento em um poderoso santo milagreiro. Após a grande jornada, São Mauro fundou a Abadia de Glanfeuil como o primeiro mosteiro Beneditino na França. Esta abadia fica na margem sul do rio Loire, a leste de Angers. A nave da sua igreja, século XIII, e algumas vinhas permanecem até hoje (de acordo com a tradição, o vinho chenin foi primeiramente cultivado neste mosteiro). Do mosteiro, resta apenas uma parede com uma cruz, conhecida por cruz de São Mauro.
Em artes, muitas vezes retratado como um jovem levado por um monge, normalmente carregando uma cruz monástica ou uma pá de corte (em alusão ao mosteiro de Saint-Maur-des-Fossés, literalmente, "São Mauro das Valas").